# Castelo de Santacara

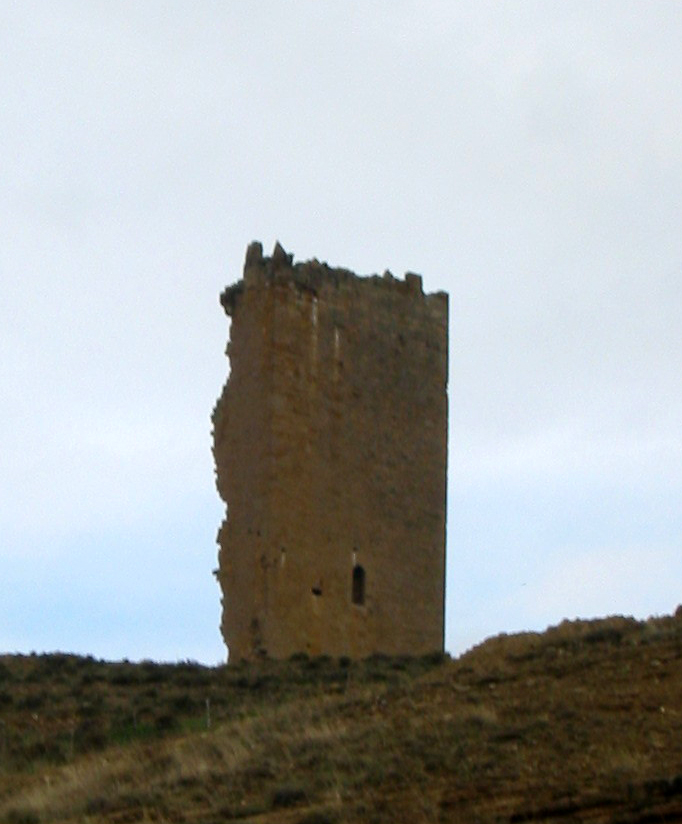
Castelo de Santacara, Espanha.

O Castelo de Santacara localiza-se no termo do município de Santacara, na província e comunidade autónoma de Navarra, na Espanha.

## História
O castelo foi erguido no século XIII.
Quando da anexação da Alta Navarra (Navarra peninsular) à Espanha, sob o reinado de Fernando, o Católico, na sequência da invasão castelhano-aragonesa de 1512 pelas tropas de Fadrique Álvarez de Toledo y Enríquez de Quiñones, 2° duque de Alba, o Cardeal Cisneros ordenou, por decreto, a destruição das torres de todos os castelos de Navarra. O de Santacara não escapou à destruição, o mesmo acontecendo ao Castelo de Javier e ao Castelo de Olite (o palácio real).
Desse modo do primitivo conjunto, actualmente apenas subsistem os restos de uma torre, conhecida como Torre de Santacara.
Esses vestígios encontram-se sob a protecção da Declaração genérica do Decreto de 22 de Abril de 1949, e da Lei n° 16/1985 sobre o Património Histórico Espanhol.